# دافنه غروينفيلد
دافنه غروينفيلد (بالهولندية: Daphne Groeneveld) هي عارضة أزياء هولندية ولدت في يوم 24 ديسمبر 1994 في بلدة ليدردورب في هولندا ظهرت صورها في عدة مجلات منها مجلة فوجي باريس، وتعاونت مع الكثير من المصممين مثل أنا سوي وكارل لاغرفايلد ودونا كاران وروبرتو كافالي ومارك جاكوبس.

## روابط خارجية
- دافنه غروينفيلد على موقع IMDb (الإنجليزية)
- دافنه غروينفيلد على موقع دليل عارضات الأزياء (الإنجليزية)